# Amtsgericht Gummersbach

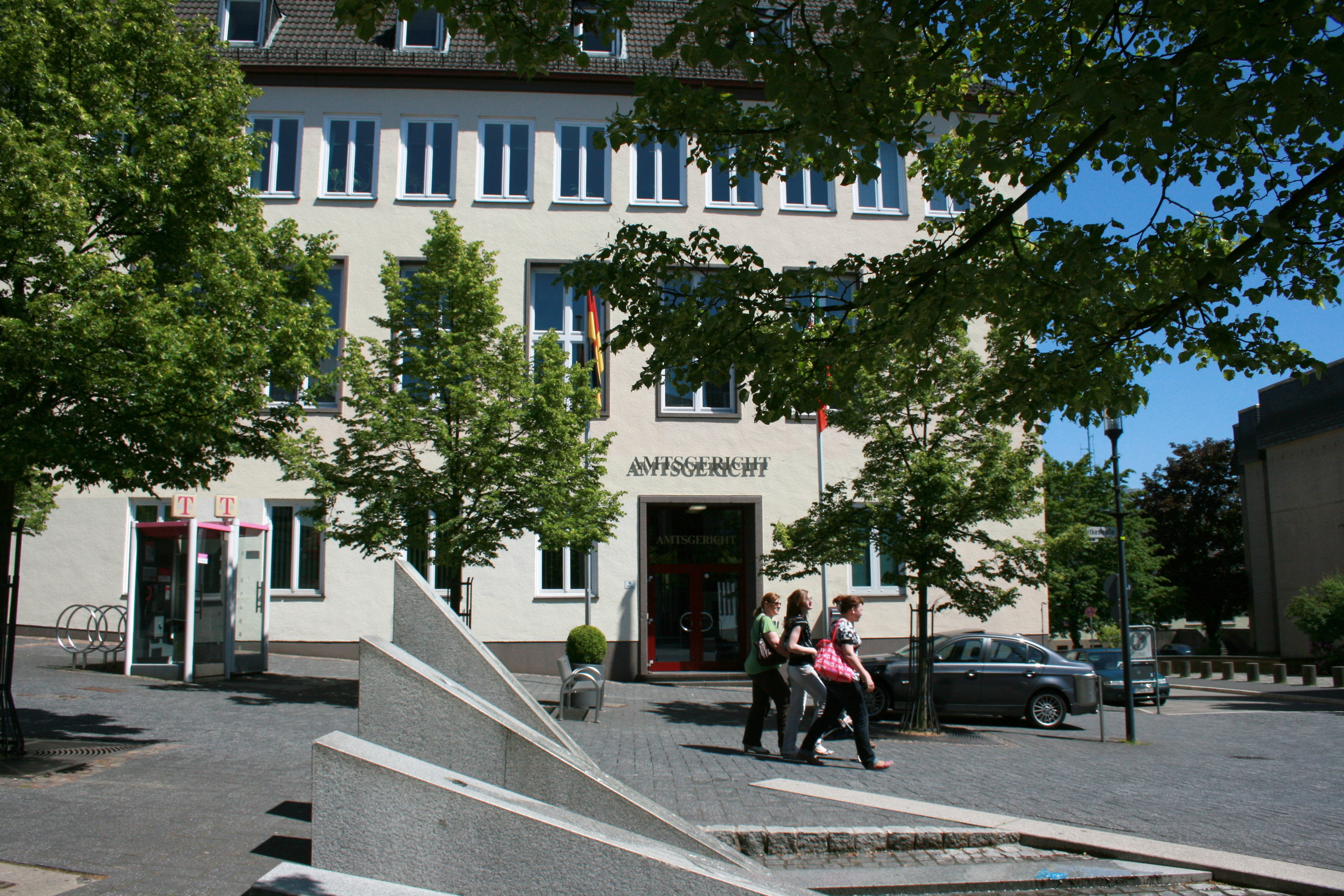
Ehemaliges Gebäude des Amtsgerichts Gummersbach

Gummersbach ist Sitz des Amtsgerichts Gummersbach, das für die Städte und Gemeinden Bergneustadt, Engelskirchen, Gummersbach, Marienheide und Wiehl im mittleren Oberbergischen Kreis zuständig ist. In dem 305 km² großen Gerichtsbezirk leben rund 133.000 Menschen. Außerdem ist das Amtsgericht Gummersbach für die Landwirtschaftssachen der Amtsgerichtsbezirke Gummersbach und Wipperfürth zuständig.

## Übergeordnete Gerichte
Das dem Amtsgericht Gummersbach übergeordnete Landgericht ist das Landgericht Köln, das wiederum dem Oberlandesgericht Köln untersteht.